# Рівні
«Рівні» (англ. Equals) — американський науково-фантастичний фільм-антиутопія 2015 року.

## Сюжет
В майбутньому людство, яке майже повністю знищене під час Великої війни, відновлюється і створює нове ідеальне суспільство, що називається «Колектив». В ньому немає смертельних хвороб, злочинності, бідності, але при цьому будь-які емоції — страх, депресія, кохання або бажання — вважаються небезпечними. Сайлас (Ніколас Голт) день за днем відчуває дивні зміни у своєму сприйнятті світу, і всі вони пов'язані з дівчиною, на ім'я Нія (Крістен Стюарт). У світі, де молода людина звикла жити, його почуттям немає місця, але і без любові Сайлас не бачить майбутнього …

## В ролях
- Ніколас Голт — Сайлас
- Крістен Стюарт — Ніа
- Гай Пірс — Джонас
- Джекі Вівер — Бесс
- Тобі Гасс — Джордж
- Девід Селбі — Леонард
- Кейт Лін Шейл — Кейт
- Ребекка Гезлвуд — Зої
- Тео Ю — Пітер
- Аврора Перріно — Іріс
- Скотт Лоуренс — Марк
- Бел Паулі — Рейчел
- Том Стоукс — Домінік
- Кай Леннокс — Макс
- Клавдія Кім — «Колектив» (голос)

## Реліз
Світова прем'єра відбулася на 72-му Венеціанському кінофестивалі у вересні 2015 року. Прем'єра фільму в Північній Америці відбулася на Міжнародному кінофестивалі в Торонто у тому ж 2015 року. У прокат в кінотеатрах фільм вийшов у 2016 році, в Україні — 21 липня 2016 року.

## Критика
Фільм отримав більшою мірою негативні відгуки від кінокритиків. На сайті Rotten Tomatoes фільм має рейтинг 32 % на основі 66 рецензій з середнім балом 5 з 10. На сайті Metacritic фільм має оцінку 43 зі 100 на основі 27 рецензій критиків, що відповідає статусу «змішані або середні відгуки».